# Grand Prix automobile de Portland
Le Grand Prix automobile de Portland est une manche du championnat Champ Car (anciennement CART) se déroulant sur le Portland International Raceway à Portland (Oregon). Trois courses eurent déjà lieu en 1909 dans la ville sous l'égide de l'AAA.

## Noms officiels
Les différents noms officiels du Grand Prix automobile de Portland au fil des éditions :
- 1909 : Portland Race 1
- 1909' : Portland Race 2
- 1909" : Wemme Cup Race
- 1984-1985 : Stroh's/G. I. Joe's 200
- 1986 : Budweiser/G. I. Joe's 200
- 1987 : Budweiser/G. I. Joe's 200 Presented by Texaco/Havoline
- 1988-1992  : Budweiser/G. I. Joe's 200
- 1993 : Budweiser/G. I. Joe's 200 Presented by Texaco/Havoline
- 1994 : Budweiser/G. I. Joe's 200
- 1995-2001 : Budweiser/G. I. Joe's 200 Presented by Texaco/Havoline
- 2002-2003 : G. I. Joe's 200
- 2004 : Champ Car Grand Prix of Portland
- 2005-2006 : G. I. Joe's Presents the Champ Car Grand Prix of Portland
- 2007 : Mazda Champ Car Grand Prix of Portland Presented by Joe's Sports and Outdoor
- Depuis 2018 : Grand Prix of Portland

## Palmarès
| Année                     | Vainqueur                 | Équipe                         | Chassis                   | Moteur                    | Résultats                 |           |
| AAA National Championship | AAA National Championship | AAA National Championship      | AAA National Championship | AAA National Championship | AAA National Championship |           |
| ------------------------- | ------------------------- | ------------------------------ | ------------------------- | ------------------------- | ------------------------- | --------- |
| 1909                      | Howard Covey              | Cadillac                       | Cadillac                  | Cadillac                  | Résultat                  |           |
| 1909'                     | Charlie Arnold            | Pope-Hartford                  | Pope-Hartford             | Pope-Hartford             | Résultat                  |           |
| 1909"                     | Bert Dingley              | Chalmers-Detroit               | Chalmers-Detroit          | Chalmers-Detroit          | Résultat                  |           |
| 1910-1983                 | Non couru                 | Non couru                      | Non couru                 | Non couru                 | Non couru                 | Non couru |
| CART/Champ Car            |                           |                                |                           |                           |                           |           |
| 1984                      | Al Unser Jr               | Galles Racing                  | March                     | Cosworth                  | Résultat                  |           |
| 1985                      | Mario Andretti            | Newman/Haas Racing             | Lola                      | Cosworth                  | Résultat                  |           |
| 1986                      | Michael Andretti          | Newman/Haas Racing             | Lola                      | Cosworth                  | Résultat                  |           |
| 1987                      | Bobby Rahal               | Truesports                     | Lola                      | Cosworth                  | Résultat                  |           |
| 1988                      | Danny Sullivan            | Penske Racing                  | Penske                    | Chevrolet-Ilmor           | Résultat                  |           |
| 1989                      | Emerson Fittipaldi        | Penske Racing                  | Penske                    | Chevrolet-Ilmor           | Résultat                  |           |
| 1990                      | Michael Andretti          | Newman/Haas Racing             | Lola                      | Chevrolet-Ilmor           | Résultat                  |           |
| 1991                      | Michael Andretti          | Newman/Haas Racing             | Lola                      | Chevrolet-Ilmor           | Résultat                  |           |
| 1992                      | Michael Andretti          | Newman/Haas Racing             | Lola                      | Ford-Cosworth             | Résultat                  |           |
| 1993                      | Emerson Fittipaldi        | Penske Racing                  | Penske                    | Chevrolet-Ilmor           | Résultat                  |           |
| 1994                      | Al Unser Jr               | Penske Racing                  | Penske                    | Mercedes-Benz-Ilmor       | Résultat                  |           |
| 1995                      | Al Unser Jr               | Penske Racing                  | Penske                    | Mercedes-Benz-Ilmor       | Résultat                  |           |
| 1996                      | Alessandro Zanardi        | Chip Ganassi Racing            | Reynard                   | Honda                     | Résultat                  |           |
| 1997                      | Mark Blundell             | PacWest Racing                 | Reynard                   | Mercedes-Benz-Ilmor       | Résultat                  |           |
| 1998                      | Alessandro Zanardi        | Chip Ganassi Racing            | Reynard                   | Honda                     | Résultat                  |           |
| 1999                      | Gil de Ferran             | Walker Racing                  | Reynard                   | Honda                     | Résultat                  |           |
| 2000                      | Gil de Ferran             | Penske Racing                  | Reynard                   | Honda                     | Résultat                  |           |
| 2001                      | Max Papis                 | Team Rahal                     | Lola                      | Ford-Cosworth             | Résultat                  |           |
| 2002                      | Cristiano da Matta        | Newman/Haas Racing             | Lola                      | Toyota                    | Résultat                  |           |
| 2003                      | Adrián Fernández          | Fernández Racing               | Lola                      | Ford-Cosworth             | Résultat                  |           |
| 2004                      | Sébastien Bourdais        | Newman/Haas Racing             | Lola                      | Ford-Cosworth             | Résultat                  |           |
| 2005                      | Cristiano da Matta        | PKV Racing                     | Lola                      | Ford-Cosworth             | Résultat                  |           |
| 2006                      | A.J. Allmendinger         | Forsythe Racing                | Lola                      | Ford-Cosworth             | Résultat                  |           |
| 2007                      | Sébastien Bourdais        | Newman/Haas/Lanigan Racing     | Panoz                     | Cosworth                  | Résultat                  |           |
| 2008-2017                 | Non couru                 | Non couru                      | Non couru                 | Non couru                 | Non couru                 | Non couru |
| IndyCar Series            |                           |                                |                           |                           |                           |           |
| 2018                      | Takuma Satō               | Rahal Letterman Lanigan Racing | Dallara                   | Honda                     | Résultat                  |           |
| 2019                      | Will Power                | Penske Racing                  | Dallara                   | Chevrolet                 | Résultat                  |           |